# Sierra de Gredos
La sierra de Gredos es una sierra perteneciente al sistema Central, en la península ibérica, situada entre las provincias españolas de Ávila, Cáceres, Madrid y Salamanca. Su máxima altitud se da en el pico Almanzor a 2592 m sobre el nivel del mar. Gredos es una de las sierras más extensas del sistema Central y en torno a sus grandes moles graníticas basculan cuatro comunidades autónomas: Castilla y León, Castilla-La Mancha, Comunidad de Madrid y Extremadura. Se extiende de este a oeste desde San Martín de Valdeiglesias a Hervás y de norte a sur del valle del Tormes a Rosarito. Las dos vertientes de la sierra presentan fuerte disimetría entre sí, teniendo la sur un desnivel mucho más acusado. Parte de la sierra está declarada parque regional de la Sierra de Gredos.

## Geología
La sierra de Gredos está constituida por rocas graníticas, clasificadas por los geólogos entre las rocas plutónicas, es decir, aquellas que se formaron por el lento enfriamiento de los magmas del interior de la corteza terrestre. El granito se compone de tres minerales: cuarzo, feldespato y mica. En algunas rocas de Gredos, los cristales de feldespato son llamativamente grandes (de hasta varios centímetros) y se destacan del conjunto de la roca. También aparecen las granodioritas y ciertos afloramientos metamórficos;

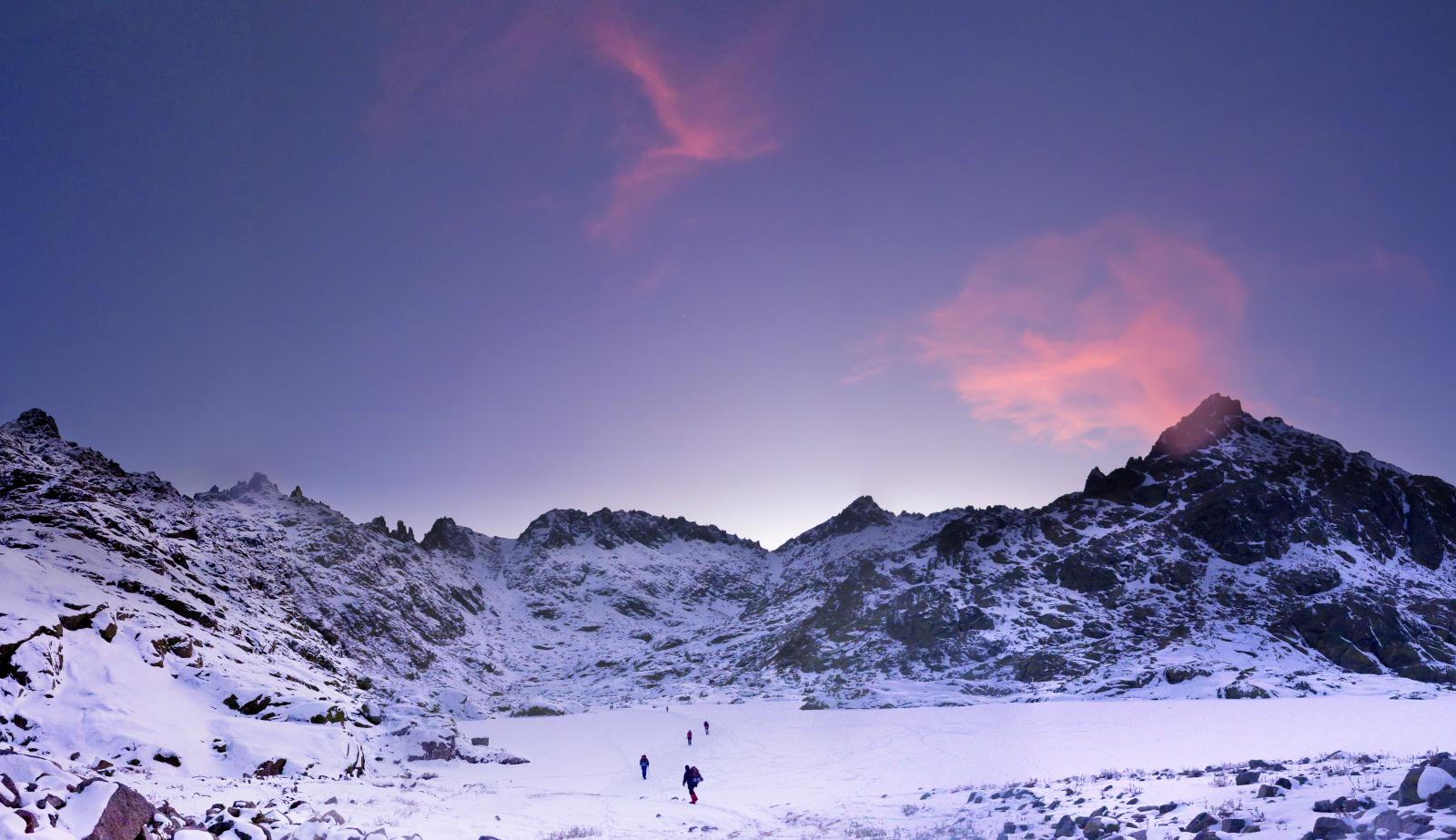
Circo de Gredos y Laguna Grande helada.

Durante una gran parte de la Era Primaria, hace entre 600 y 350 millones de años la región del actual Gredos estuvo cubierta por el denominado mar de Thetys en el cual se fueron acumulando, en capas horizontales o estratos, sedimentos que provenían de la acción de la erosión sobre las áreas no inundadas. Estos sedimentos se fracturaron y se plegaron debido a la acción de la orogenia Hercínica, que actuó en el periodo comprendido entre 350 y 250 millones de años atrás. Como consecuencia de los citados plegamientos, amplias zonas emergieron del mar, y al final de este periodo se produjo las ascensión de magmas fundidos que, al enfriarse y cristalizar en profundidad, originaron el granito. La erosión actuó entonces durante largo tiempo hasta que, hace entre cuarenta y dos millones de años, nuevas convulsiones de la corteza terrestre denominadas orogenia Alpina originaron las elevaciones que se corresponden con el actual Sistema Central. El estilo tectónico de la sierra de Gredos es el llamado estilo germánico, con grandes bloque elevados (horst) y bloque hundidos (graben) o fosas, a partir de largas líneas de fractura.
El espacio está, pues, compartimentado por grandes bloques delimitados por alineaciones de fracturas E-W, N-S y NE-SW, que disponen sus trazados orográficos y de fosas en bandas simples y determinadas encrucijadas, con dirección preferente este-oeste, que forman desde el sur, 1.º, el piedemonte del bloque marginal hundido de la Vera y el Tiétar; 2.º, inmediata y bruscamente, el bloque elevado de las sierras principales de Gredos, 3.º, el bloque hundido interno de la fosa compuesta con bloque menores y divergente del Tormes y el Alberche; 4.º, las sierras septentrionales del bloque nuevamente elevado de Villafranca-La Serrota-Parameras. El bloque principal de Gredos es disimétrico, con un desnivel acentuado al sur y todos estos elementos morfotectónicos principales se dividen en otros menores que intervienen escalonando el relieve. A este dispositivo morfotectónico contrastado se han adaptado los valles y las diferencias temporales y espaciales de la evolución morfoclimática.
Aurelio Delgado Sánchez divide a la sierra de Gredos en tres sectores: oriental hasta la falla del puerto del Pico, central hasta la falla de Plasencia (puerto de Tornavacas) y occidental o sierra de Béjar.
Máximo Laguna, en un artículo sobre el valle de Iruelas publicado en la segunda mitad del siglo XIX en la Revista de Montes, acota la sierra de Gredos entre el cerro de Guisando, por el este, y el puerto de Tornavacas, por el oeste.  También menciona que entre los lugareños el nombre de sierra de Gredos correspondería solamente al sector montañoso entre el puerto del Pico y el de Tornavacas.

## Sector oriental

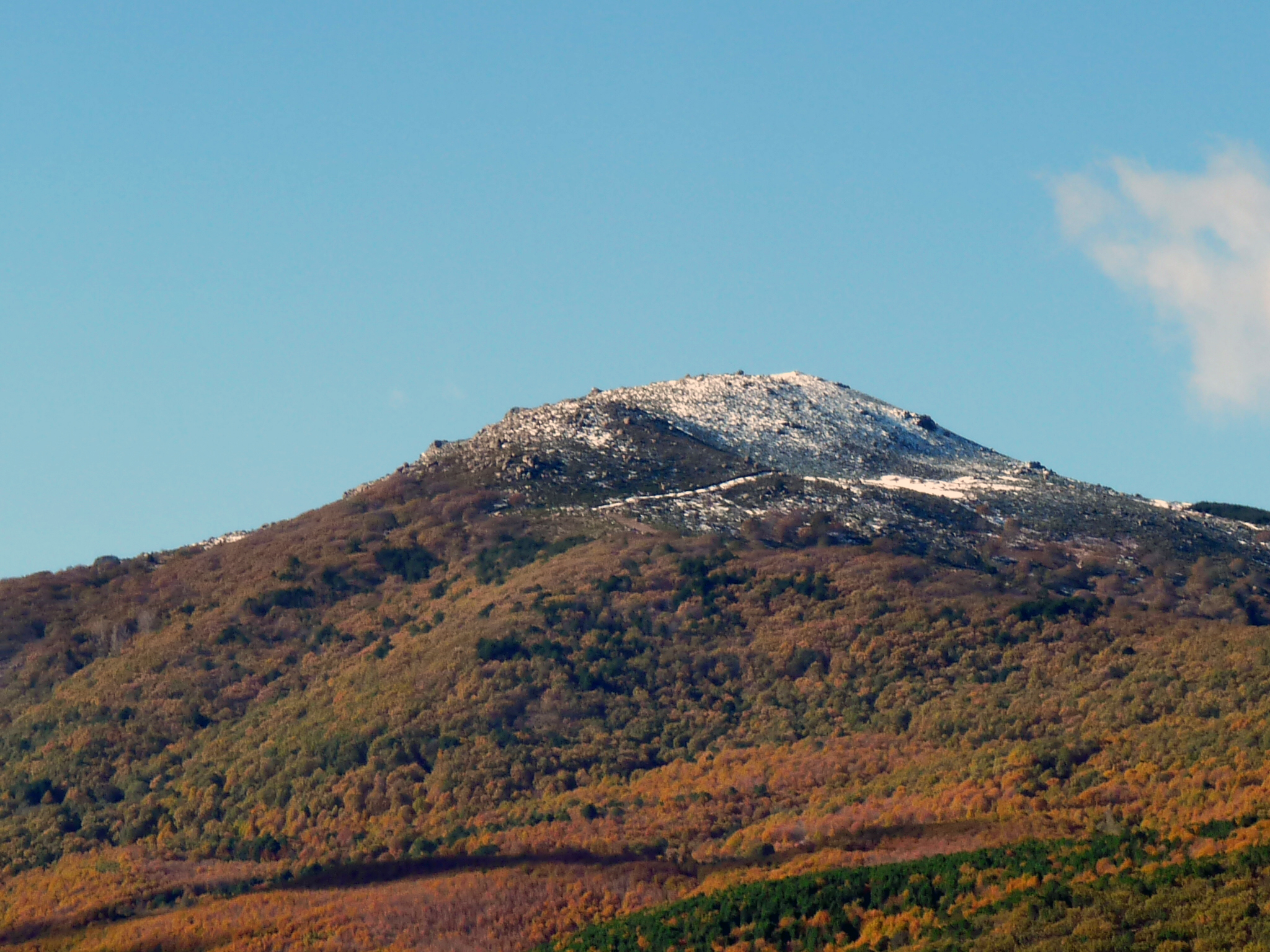
Vista del Alto del Mirlo

Se levanta por el sur sobre la falla norte del Tiétar, cabalgando los sedimentos terciarios de la fosa de este nombre. El límite norte del horst, por su parte está estructurado por un sistema de fracturas de dirección NE, como la falla del Burguillo, y E-O a ONO, como la de Navaluenga, a la que adapta su curso el Alberche. En esta zona, en la vertiente norte de la sierra, se encuentra el valle de Iruelas. Los picos más destacados de este sector:
- Alto del Mirlo 1770 m (Casillas)
- La Escusa 1960 m (La Adrada)
- Gamonosa 1993 m (Casavieja)
- Lanchamala 1999 m (Piedralaves)
- El Torozo 2025 m
- Risco de Miravalles 2010 m (Gavilanes)
- Risco del Artuñero 2011 m (Mijares)
- Cabezo de Gavilanes 2190 m (Gavilanes)
- Cabezo de Mijares 2187 m (Mijares)
- La Peluca 2051 m (Mijares)

## Sector central

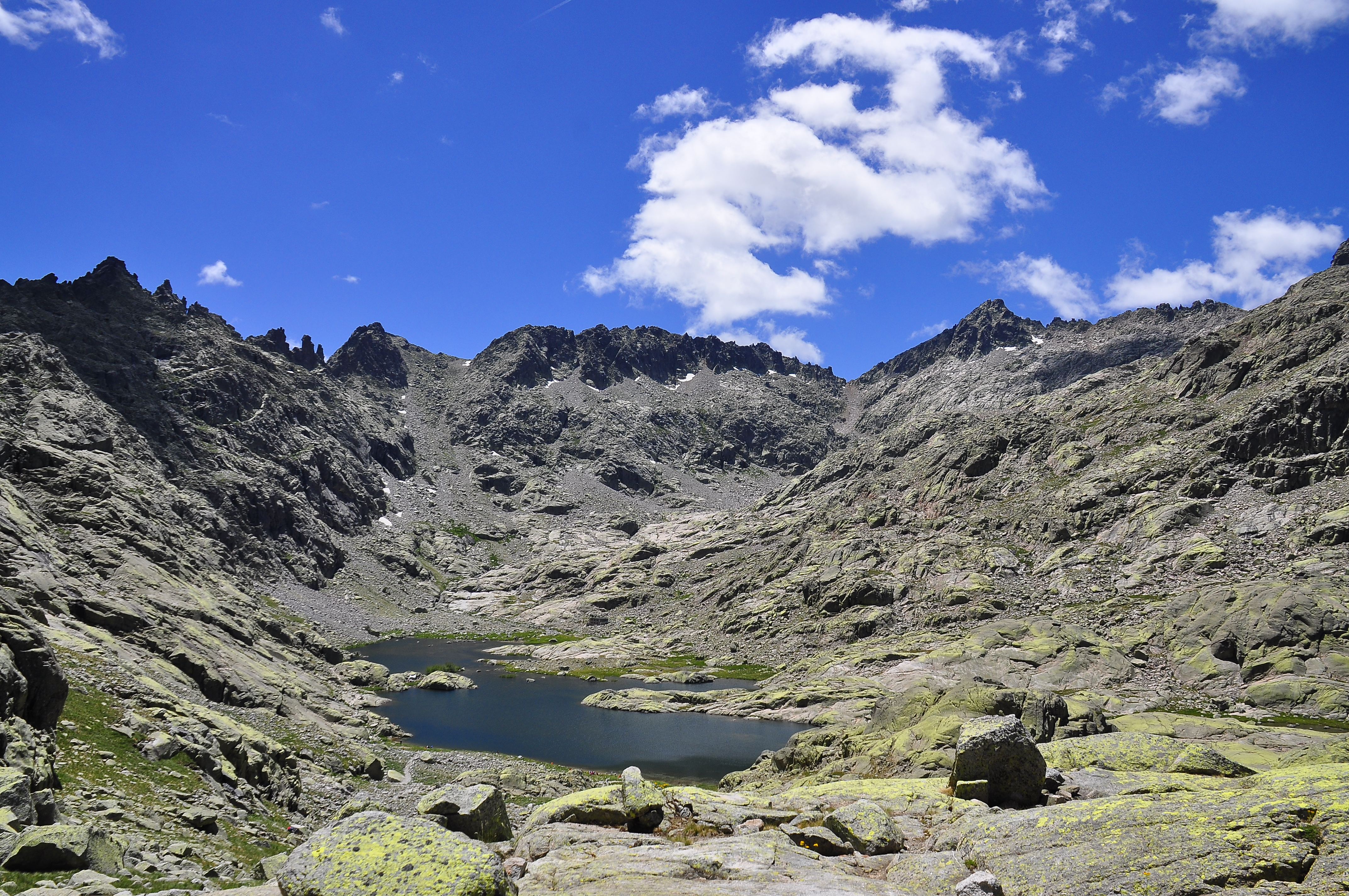
Circo de Gredos y laguna grande

Al oeste de la falla del puerto del Pico, se eleva el Alto Gredos. El macizo tectónico de Gredos prolonga su elevado escarpe sobre la fosa del Tiétar. El borde meridional del horst se adapta a la falla NE, de Candeleda a Arenas de San Pedro, en el extremo oriental, y después a la ONO de la garganta de Minchones. En el extremo norte del horst se prolongan las estructuras del Gredos oriental, en concreto las fallas de tendencia media E-O, a las que se adapta en este caso la fosa recorrida por el Tormes. Entre Gredos central y la sierra de Villafranca y La Serrota aparecen dos depresiones, la del Tormes y la de Navadijos (cabecera del Alberche) separadas por el bloque de Miguel Muñoz. Enmarcado por las citadas depresiones tectónicas el horst del Alto Gredos, es un sistema de bloques casi exclusivamente granítico vigorosamente levantados y sensiblemente basculados hacia el norte (es decir hacia los valles altos del Tormes y del Alberche). La vertiente meridional es un enorme escarpe complejo de falla, que con acusadísimas pendientes se yergue sobre La Vera extremeña; la vertiente septentrional aparece como un extenso plano inclinado, correspondiente a la superficie de arrasamiento previa a la dislocación y al levantamiento. En el sector central se localiza el circo de Gredos.

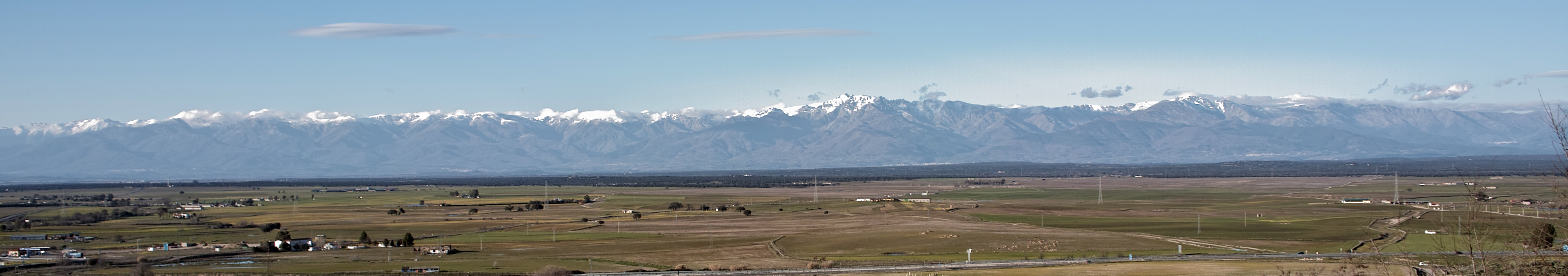
Cara sur de la sierra de Gredos desde la localidad toledana de Oropesa

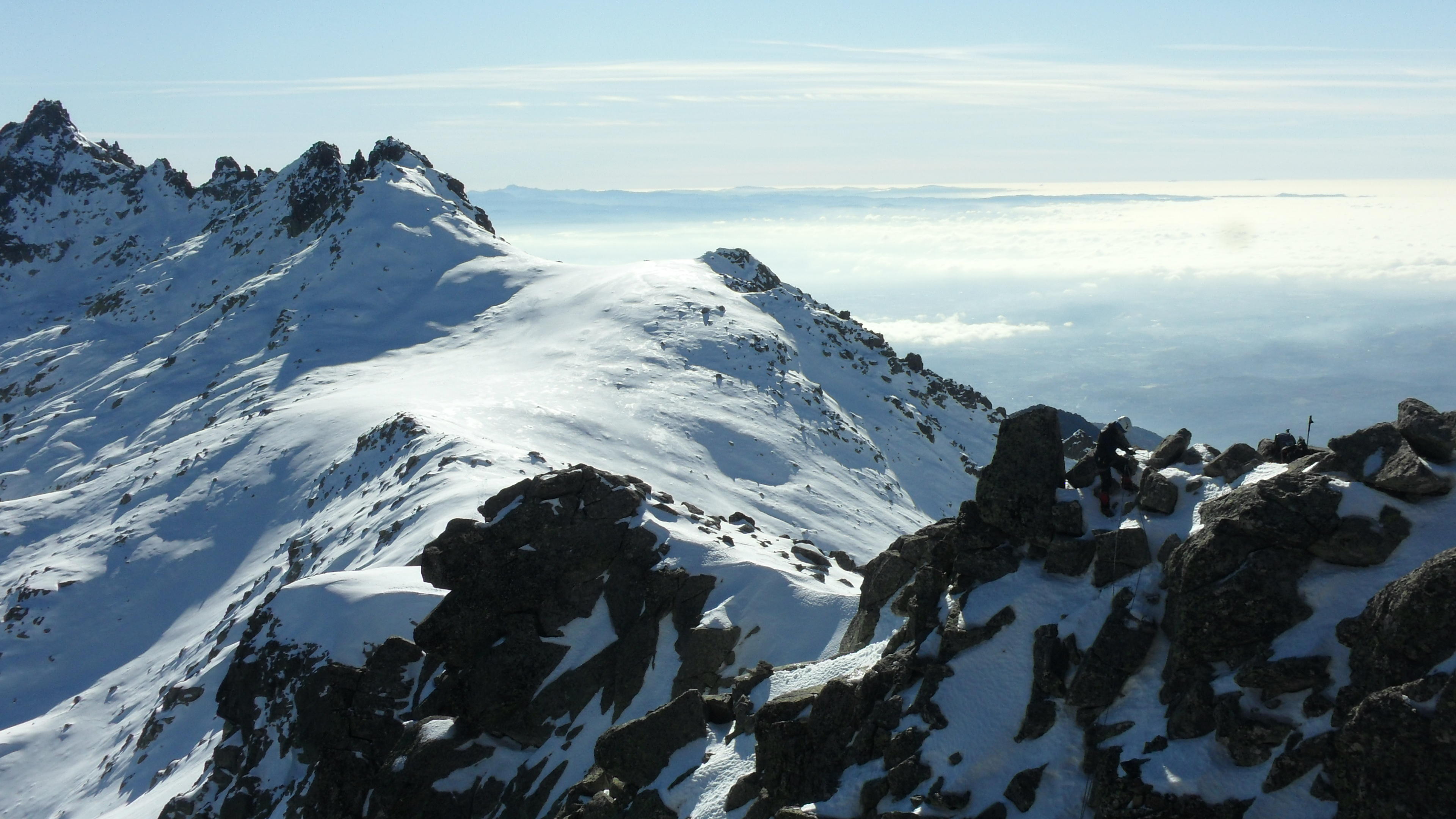
Picos nevados en Gredos

Los picos más elevados de este sector:
- El Morezón 2389 m
- Risco de las Hoyuelas 2318 m
- El Enano 2315 m
- La Campana
- Cuchillar de los Cerraillos 2364 m
- Los Tres Hermanitos 2277 m
- El Perro que fuma 2342 m
- El Casquerazo 2437 m
- Cuchillar de las Navajas
- Almanzor 2592 m
- Cerro de los Huertos 2474 m
- Muesca de la Galana
- La Galana 2564 m
- Risco del Gutre
- Risco Negro 2295 m
- Canchal de la Galana
- La Mira 2343 m
- Cabeza Nevada 2433 m

Al oeste del Risco Medianil se ubica el sector occidental, cuya línea de máximas alturas, con cumbres que superan los 2200 m (Alto de las Becedillas 2271 m; Cabeza Pelada, 2270 m) sirve de límite entre las provincias de Ávila y Cáceres. Dentro de él se distingue al este, la sierra Llana con el contrafuerte septentrional de El Tormal (2103 m) y, al oeste, la sierra del Barco, en la que culmina este sector occidental del alto Gredos, a 2399 m en la Covacha del Losar. Al suroeste, sobre el valle del Jerte y paralelo a él, se levanta la cacereña sierra de Tormantos que se eleva en La Panera, sobre Cabezuela del Valle, a 1814 m, y se extiende hacia el sur de Plasencia, perdiendo altura progresivamente.

## Sector occidental

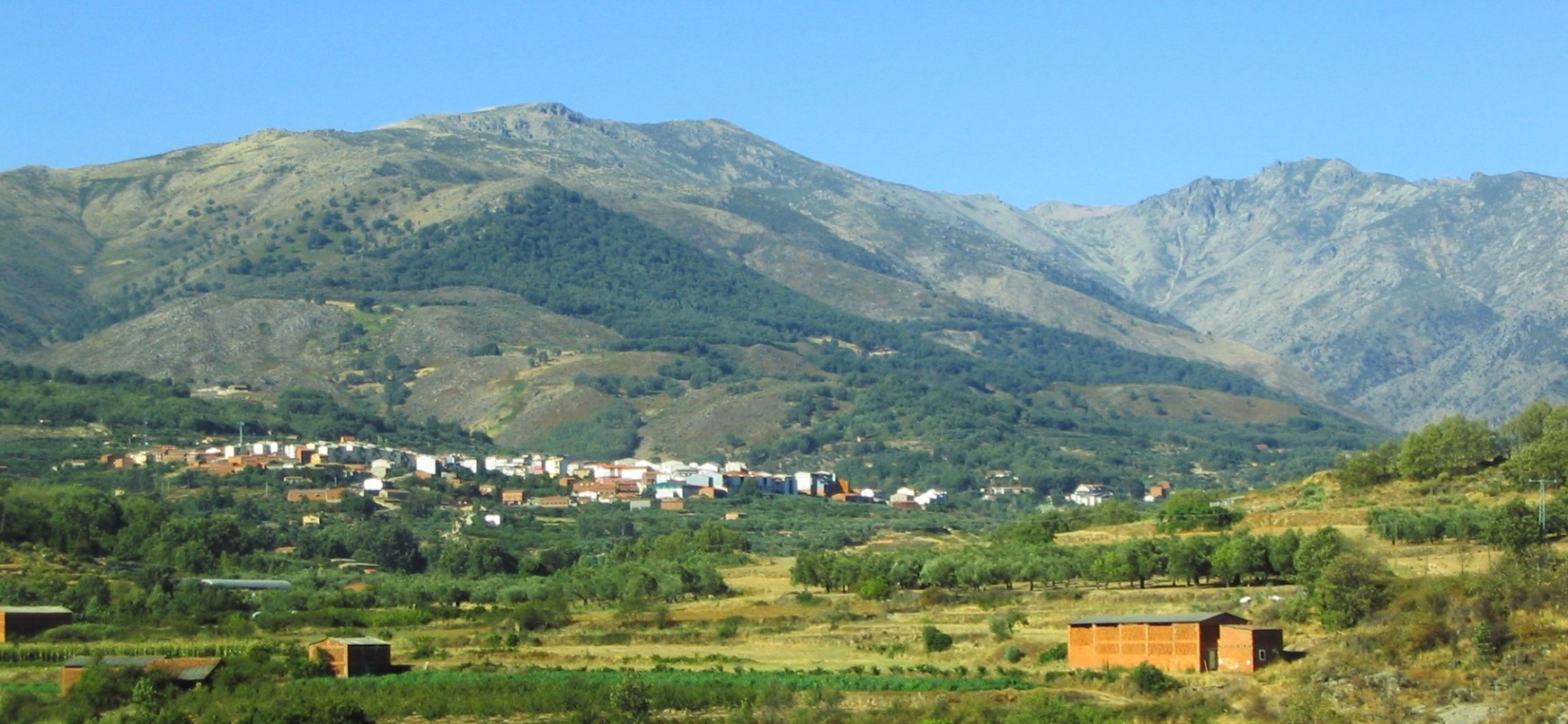
Aldeanueva de la Vera al pie de la sierra de Gredos

Situado entre el puerto de Tornavacas y el corredor de Béjar, y llamado sierra de Béjar, con una cota máxima de 2430 m en el Canchal de la Ceja. Los ríos Aravalle y Jerte separan los conjuntos montañosos de Gredos y de las Parameras del macizo de Béjar, que ya en tierras salmantinas, alcanza sus mayores alturas en la sierra de Candelario; en esta, se encuentra la cuerda del Calvitero con las cumbres del mismo nombre, de Canchal Negro (2369 m) y de Campana Galindo. Hacia el este el relieve montano se prolonga hasta la curva del Tormes en el Barco de Ávila formando la sierra de la Alberca. Al norte de Béjar destacan algunos cerros como Cabeza Gorda (1524 m) y pequeñas alineaciones como la sierra de Tonda (1179 m). En paralelismo con la sierra de Tormantos, en la margen derecha del Jerte se levanta la alineación de los montes de Traslasierra, que enlaza con la ya citada sierra de Candelario a unos 1800 m de altura y va descendiendo de cota hacia Plasencia. El relieve desciende hacia el oeste en el valle del Alagón, que separa el elevado macizo de Béjar de la sierra de Francia, en la que se puede situar el comienzo del tramo occidental del Sistema Central.

## Lagunas
En la sierra de Gredos se encuentran varias lagunas de origen glaciar:

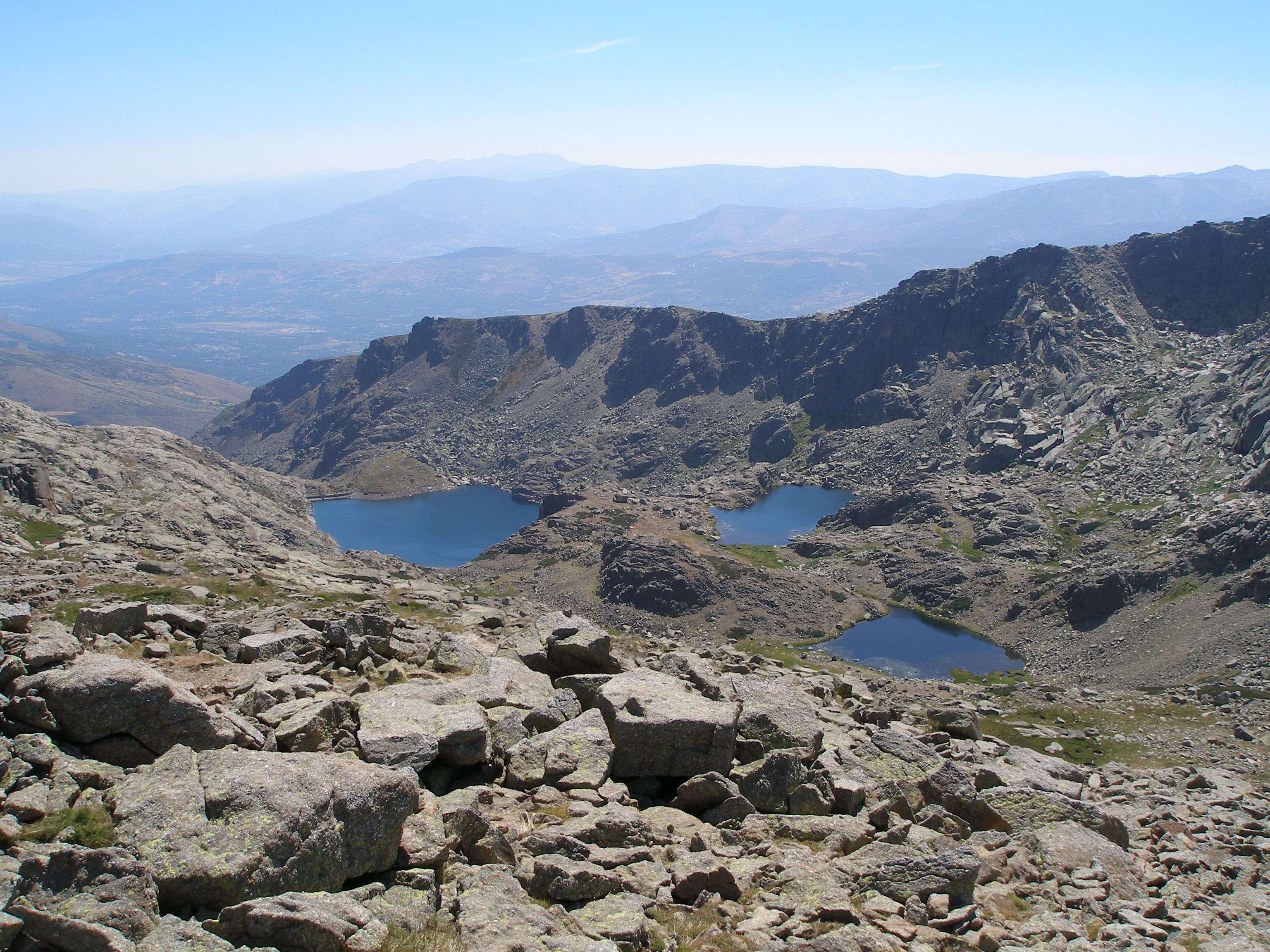
Lagunas del Trampal

- Laguna Grande de Gredos - En el macizo central
- Las Cinco Lagunas - En el macizo central
- Las Lagunillas - En el macizo central
- Laguna de Majalaescoba - En el macizo central
- Laguna del Barco - En el macizo central
- Laguna Cuadrada - En el macizo central
- Laguna de los Caballeros - En el macizo central
- Laguna de la Nava - En el macizo central
- Lagunas del Trampal - En el macizo occidental
- Laguna del Duque - En el macizo occidental

## Flora

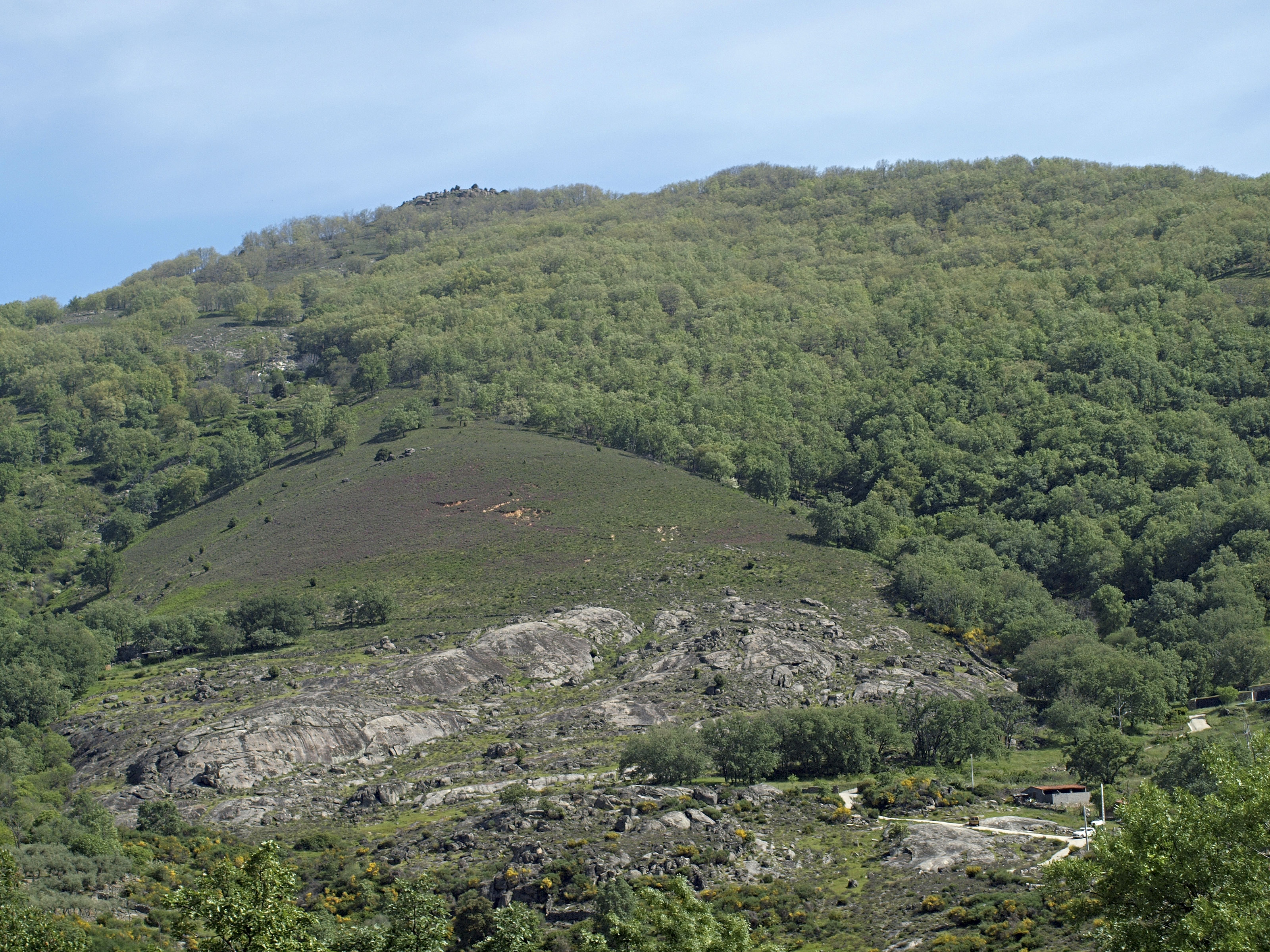
Ejemplares de Quercus pyrenaica

Observamos una variación vegetal, íntimamente relacionada con la altitud a medida que ascendemos; encina, castaño, aliso, serval, abedul, álamo temblón, sauce, melojo, sustituido en diversas zonas por el pino. En las zonas altas predomina el matorral de piornos, enebros rastreros y también distintas variedades de manzanilla. En la sierra de Gredos se han distinguido cuatro pisos de vegetación. El piso basal o piso de la encina; el piso del roble melojo; el piso del piorno serrano cuya vegetación está dominada por la leguminosa Cytisus oromediterraneus; y el piso de los prados de las cumbres, donde habitan plantas de pequeño porte que se han adaptado para soportar las duras condiciones de la alta montaña.
- Piso de la encina          300-550 m
- Piso del roble melojo      550-1800 m
- Piso del piorno serrano 1800-2300 m
- Piso de los prados de cumbres 2300-2592 m[4]

Encinares y alcornocales

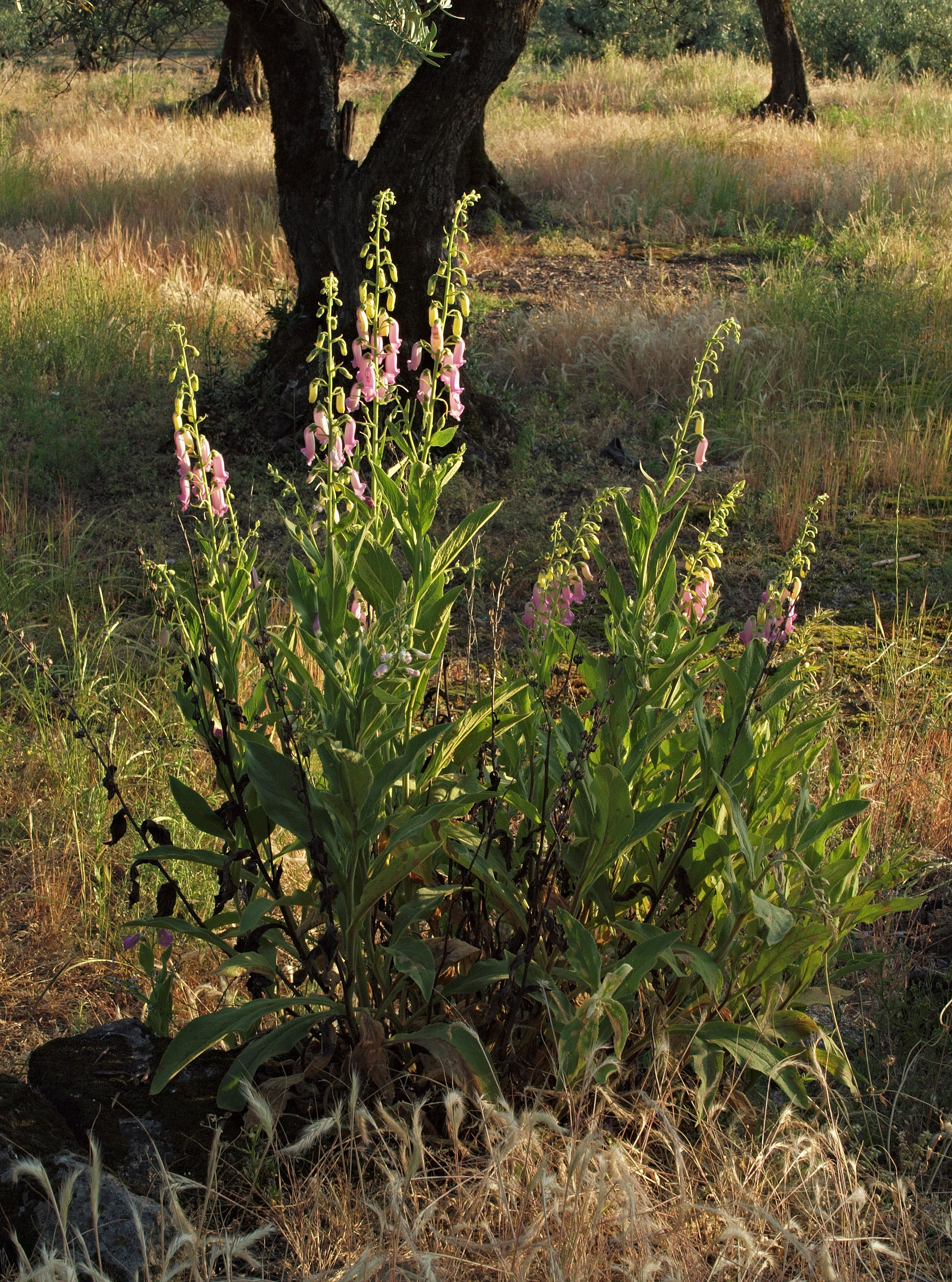
Dedalera en el Losar de la Vera

En muchas áreas de Gredos, los encinares han sido destruidos y su lugar ha sido ocupado por matorrales. Al sur de la cadena principal las encinas están frecuentemente mezcladas con alcornoques; sin embargo este árbol resiste mucho menos las condiciones ambientales secas y frías, por lo que está ausente de los elevados territorios gredenses situados al norte de las altas cumbres. Algunas especies de estos bosques son la cada o enebro de la miera, el espino albar o majuelo, la jara pringosa, el jarón, el carpazo, el jaguarzo morisco, el jaguarzo viscoso, la escoba blanca, la calaminta menor, los garbancillos, el torvisco o matagallina, el madroño, el brezo blanco, el brezo colorado, la hierba centella, el matagallinas o peonía de Brotero, el cantueso, la mejorana silvestre, el tomillo aceitunero, la dedalera, la campanilla de Portugal, el jacinto de los bosques, el ajipuerro, y la cárice de dos espigas.
Melojares y pinares

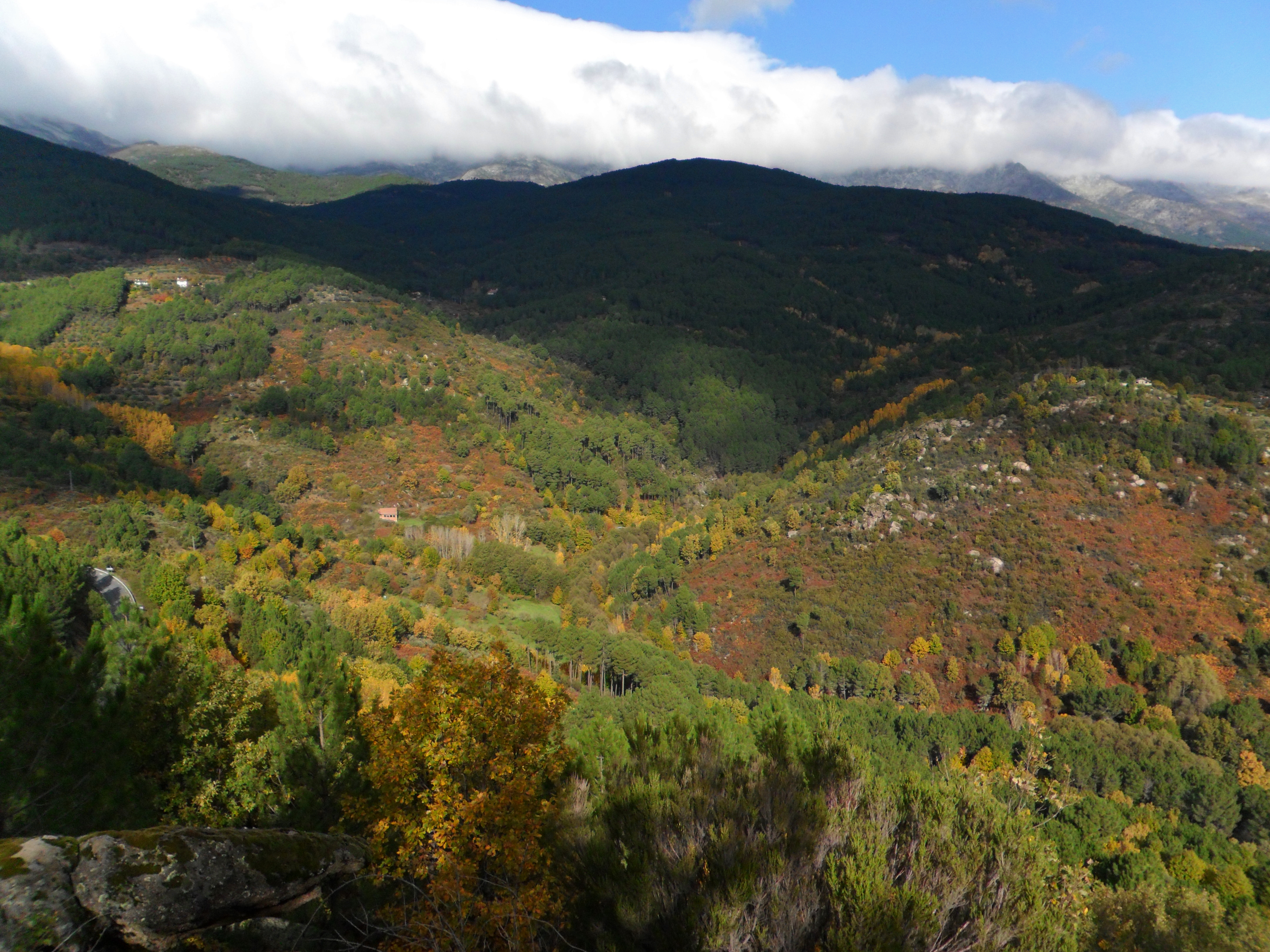
Superficie forestal en la falda sur de la sierra

Los melojares forman un cinturón de vegetación que abarca desde las primeras faldas empinadas de Gredos hasta una altitud que oscila entre los 1500 y los 1700 m. Muchos melojares han sido sustituidos por los pinares de pino albar o de pino marítimo. En la cara sur del macizo oriental existen formaciones naturales de pino negral. Algunas plantas características de estos bosques son la jara estepa, el mostajo, el escaramujo, la cariofilada de los bosques, la fresa silvestre, el codeso, la retama negra, el escobón morisco, la hiniesta, el escobón, el ororuz falso, las berzas o garrandas, la hierba de los ballesteros, la aguileña o frailes boca abajo, la flor del viento, el botón de oro, el botón de oro de pantano, la ala de mosca muerta, la acedera común, la rosa de monte, el pericón, la violeta, la primavera, la lechetrezna, el collejón de Merxmüller, el collejón de Lagasca, el díctamo blanco, el geranio de bosque, el geranio sanguíneo, el geranio de los Pirineos, el pie de oso, la sanícula, la raíz colorá, el clinopodio y el toronjil silvestre, el té de Europa, las mosquitas azules, los gallos, el rapónchigo, la nautia arvense, el aciano ligulado, el tomillo perruno, la leuzea mayor, el tanaceto corimboso, la hierba de la araña o falangera, el lirio de los valles, la azucena silvestre, la leche de pájaro, Paradisea lusitanica, el sello de Salomón, el lirio español, el narciso blanco, el narciso pálido, Melica uniflora,  la grama estrellada, la cañuela de Durando, Luzula forsteri, la cefalantera roja, el nido de ave, el satirión manchado y la orquídea quemada.
Prados de diente
Aquellos en los que el ganado pasta directamente y que surgen como consecuencia de la degradación de bosques y matorrales. Encontramos plantas como la arenaria querioide, el clavel deltoideo, el clavel leonés, la carmelitilla, la sanguinaria, la acedera menor, la armeria de Segovia, la hierba turmera, la potentilla recta, el aserruche, el pie de pájaro, la borla de estrellitas, el Trifolium subterraneum, el pico de grulla, la viborera, el baleo montesino, la linaria amatista, la linaria aerugínea, la algaravía pegajosa, la algaravía de hoja ancha, la centaurea del valle de Amblés, la chicoria pequeña, la hispidela española, las velosillas, la velosilla de Castilla, las campanillas de otoño, la aira, los pelitos del Niño Jesús, los bailarines, los cepillitos, la cañuela elegante, la cañuela rígida, la grama cebollera, la cárice divididida y los gallos.
Prados de siega

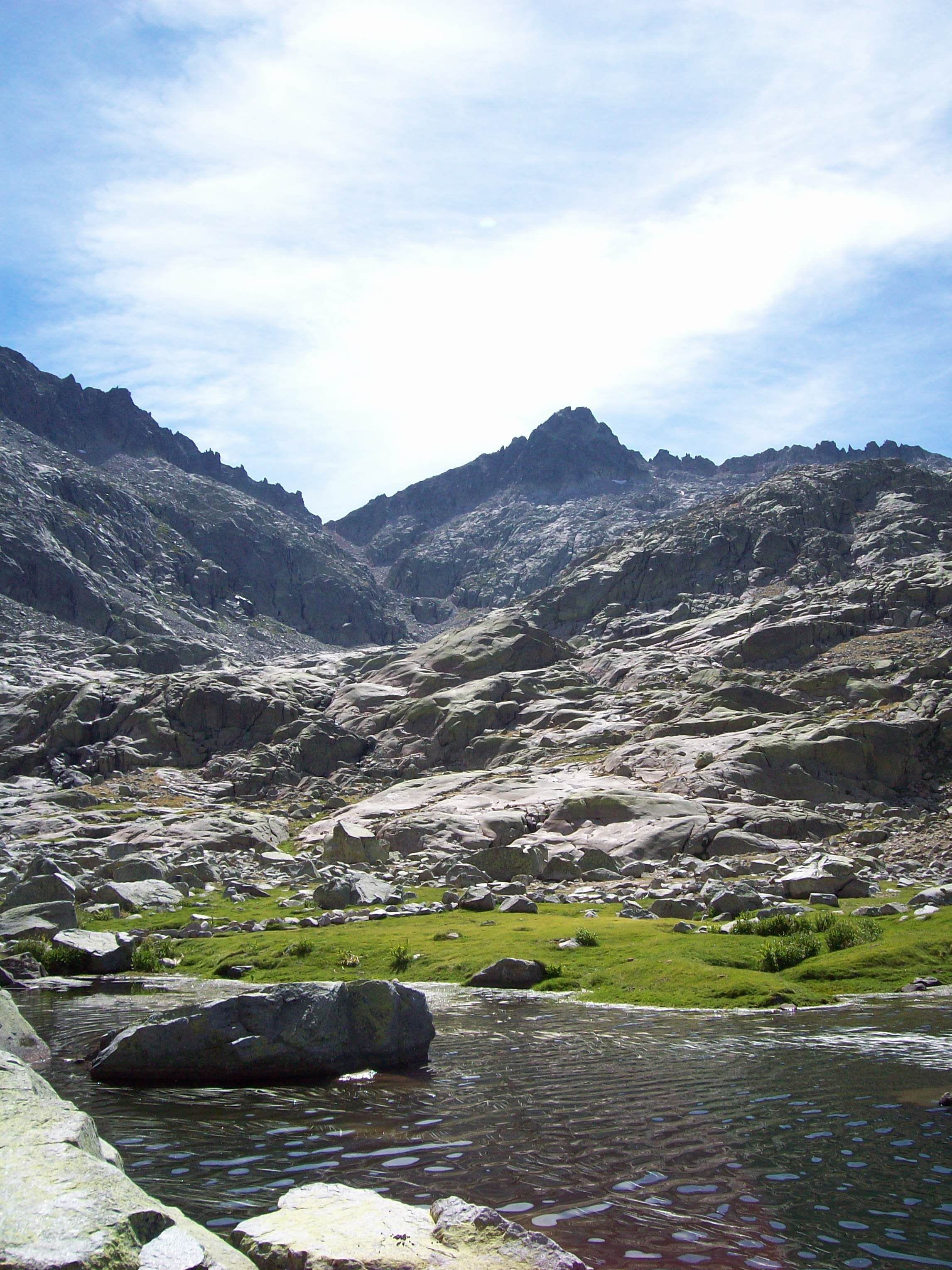
Borde de la Laguna Grande de Gredos y Pico Almanzor de fondo

En los prados más húmedos, se encuentran plantas tales como los calderones, la flor del cuclillo, las palometas, la consuelda roja, la orejuela de arroyo, el trébol de los prados, la cominera borde, la cresta de gallo, el llantén mediano, la milenrama, el garbansón, los trombones, Narcissus graellsii, la grama de olor, los corazones, la cola de perro, el heno blanco, Molinia caerulea subsp. arundinacea, la cárice de liebre, la cárice binerviada, el satirión real, la orquídea hedionda y la orquídea pálida.
Lechos y bordes de río y gargantas
Aquí incluimos las especies que habitan en las alisedas, los abedulares y las loreras. En este medio tenemos el álamo temblón, la bardaguera, el loro, el arraclán, el durillo, el pericón ondulado, el nabo del diablo, la consuelda menor, el mastranzo o menta de burro, el galio de Brotero, la junquera, la espiga de agua y la mansiega.
Bordes de lagunas
En los bordes de las altas lagunas de la sierra crecen especies muy interesantes tanto por su rareza como por su belleza. Así por ejemplo los bricios o estrellas de agua, la Utrícularia menor, la cola de zorra acuática, la antinoria, la hierba del maná, el junco bulboso, la lenteja de agua y el esparganio de hoya estrecha.
Cervunales

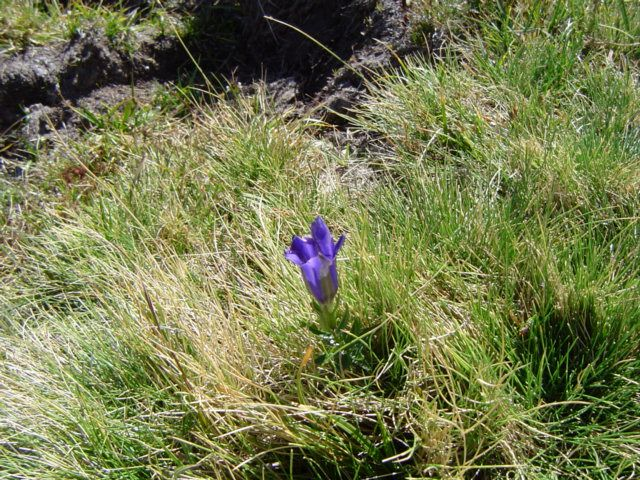
Genciana de pantano

Son prados dominados por la gramínea denominada cervuno (Nardus stricta) y que forma grandes extensiones en los suelos algo húmedos de las zonas altas de Gredos. Algunas plantas de este medio son el botón de oro de Gredos, la hierba velluda, Ranunculus amplexicaulis, lamparita de los Alpes, Genista carpetana, Genista anglica, los cuernecillos, la hierba lechera, la lúzula campestre, la borrosilla de montaña, el meo, el selino de los Pirineos, la genciana de pantano, Gentiana boryi, la eufrasia pelosa, los gallaritos, la cruzada, el galio de roca, la campanilla, los botones azules, la escila de primavera, las estrellitas amarillas, las quitameriendas, el narciso de las nieves, el azafrán serrano, la cañuela ibérica, Poa legionensis, el junco escamoso y Luzula campestris.
Tremedales
Los tremedales, turberas o paulares son ecosistemas en los que el suelo está inundado por aguas inmóviles o casi. La ausencia de oxígeno no permite la transformación del nitrógeno orgánico en nitrógeno asimilable por las plantas, lo que obliga a éstas a adaptarse para poder asimilar un elemento tan fundamental. Para ello las plantas han acudido a diversas estrategias, entre las que se cuenta el carnivorismo, donde el nitrógeno es asimilado directamente por las hojas, procedentes de pequeños insectos que son capturados según diversas trampas. Otras especies se benefician de la simbiosis con hongos (micorrizas) o bacterias que llevan a cabo la fijación del nitrógeno existente en la atmósfera. Algunas plantas de este medio son la flámula, los farolillos, el rocío del sol, la hepática blanca, el trébol de agua, el junco articulado, el junco lanudo, la cárice amarilla y la cárice negra.
Matorrales de piorno serrano

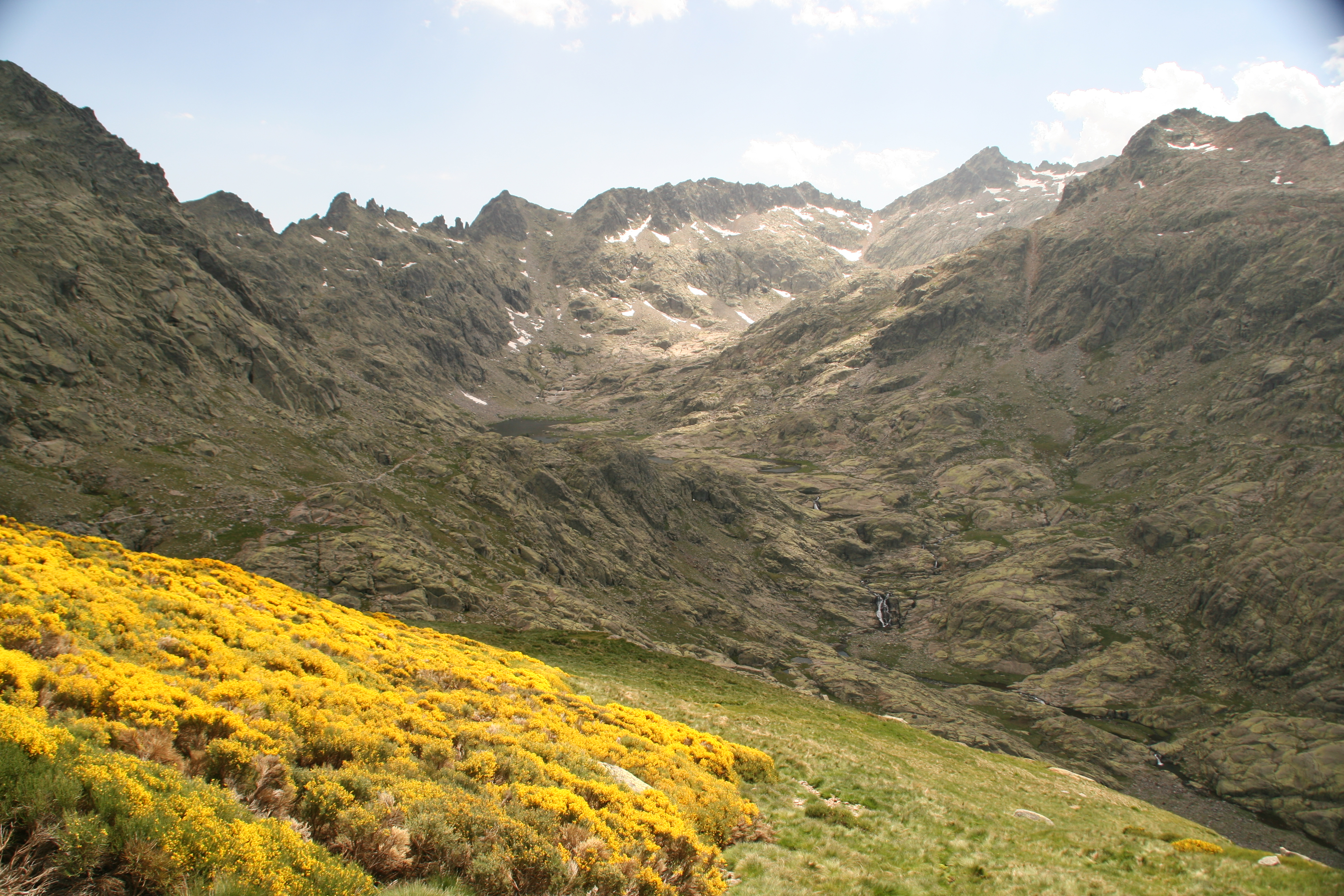
Piornal en los alrededores del circo de Gredos

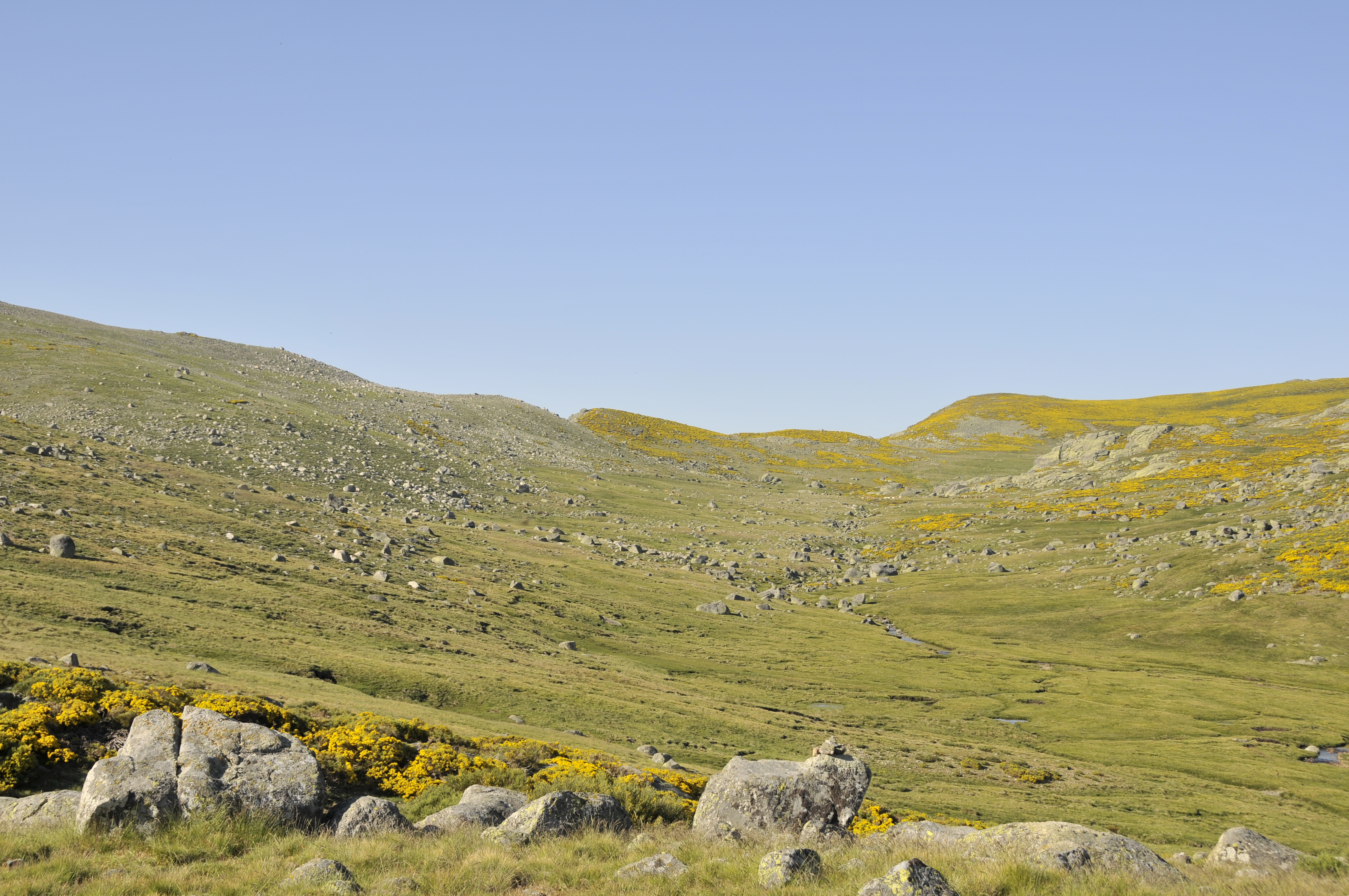
Prados con algunos piornos

Los piornales son una de las formaciones más comunes en Gredos, y cubren enormes superficies. Esta formaciones constituyen el denominado piso oromediterráneo. Los piornales presentan zonas aclaradas donde crecen las plantas que caracterizan estas comunidades. Algunas especies de este medio son el enebro rastrero, la esparcilla, la linaria nívea, el espárrago de lobo, la meleagria, el feo bravo, el gallarito amarillo y la lúzula.
Repisas y fisuras de las rocas
Las plantas que habitan los roquedos se pueden calificar de auténticas supervivientes que se han adaptado a tan duras condiciones. Durante las glaciaciones, algunas plantas se adaptaron a los paredones libres de hielo y aisladas evolucionaron hasta generar las plantas actuales. Ello explica el gran número de endemismos que contiene la flora de los roquedos. Algunas plantas de este medio son la clavellina de Portugal, la silene de Bory, el polígono alpino, la armeria de roca, la siempreviva, el sorbellano, la alquemila de roca, la boca de dragón de Gredos, la centaurea de Gredos, el epilobio de muraje, el narciso de roca y la valeriana de roca.
Pedregales

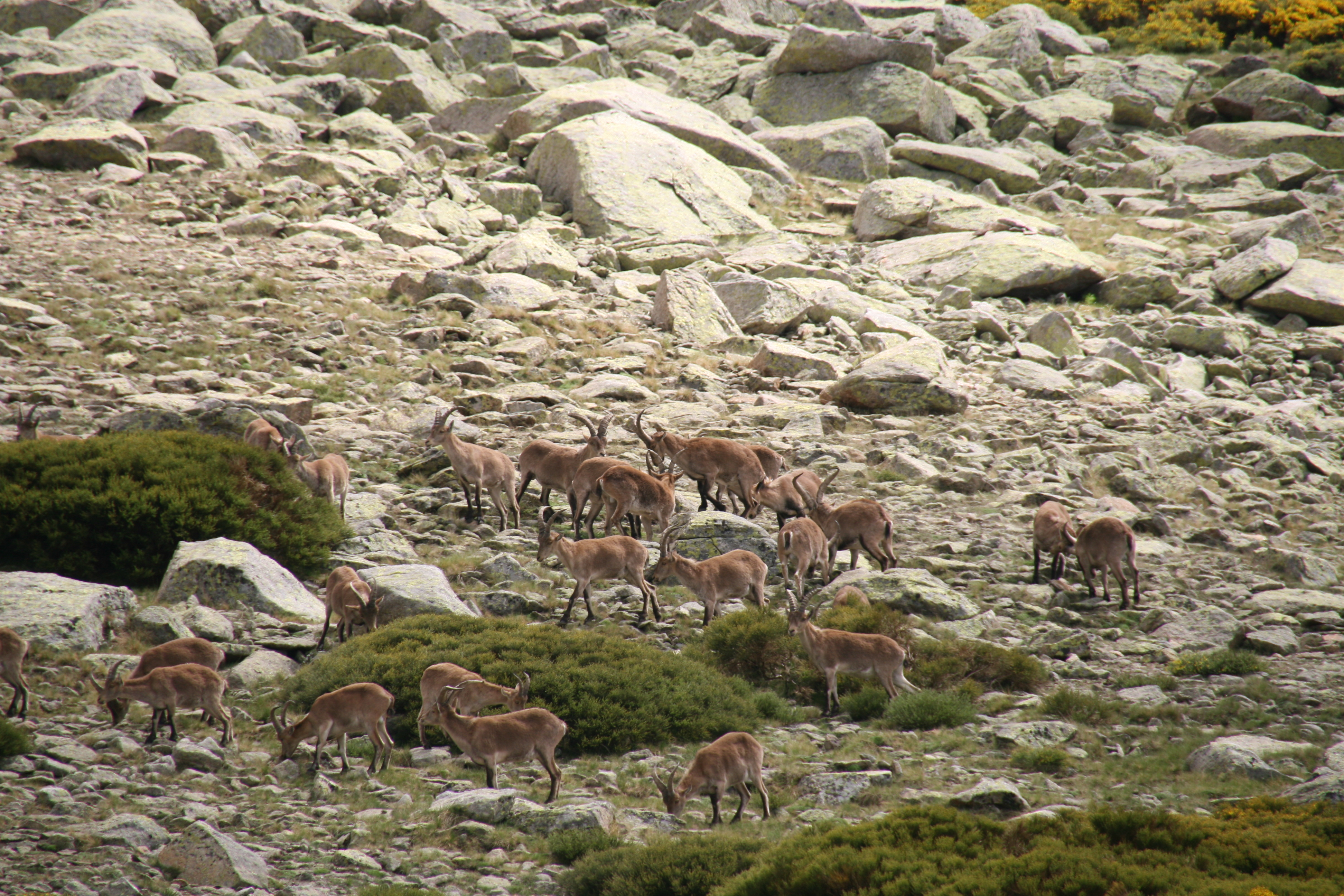
Ejemplares de Capra pyrenaica paciendo en un paraje de la sierra

Desde el punto de vista biológico los pedregales son medios móviles que disponen de suelos raquíticos pobres en nutrientes, lo que condiciona la morfología de los vegetales que en ellos se instalan. Algunas plantas de este medio son la oreja de ratón, la acedera leñosa, Biscutella valentina subsp. pyrenaica, Coincya cheiranthos, la gualdilla, Conopodium bunioides, Scutellaria alpina, la dedalera común, Linaria alpina, Linaria saxatilis, Scrophularia reuteri, Scrophularia bourgeana, Doronicum carpetanum, el gualdoncillo, la albahaca agreste, la belesa, Senecio adonidifolius, el té de Gredos, Leontodon hispidus subsp. hispidus, la manzanilla de Gredos, la margarita serrana y el cardo panical.
Prados de cumbres
Son plantas típicas de los prados de cumbres la oreja de ratón falsa, la minuartia, la silene ciliada, las orejas de monte, el arrocillo de los muros, el erizo serrano, el llantén alpino, los cuernecillos azules, la escobilla baja, la borrosilla de montaña, el serpol serrano, la hierba fina de roca, la grama delicada, la cola de zorra y la lúzula espigada.
Manantiales y arroyos

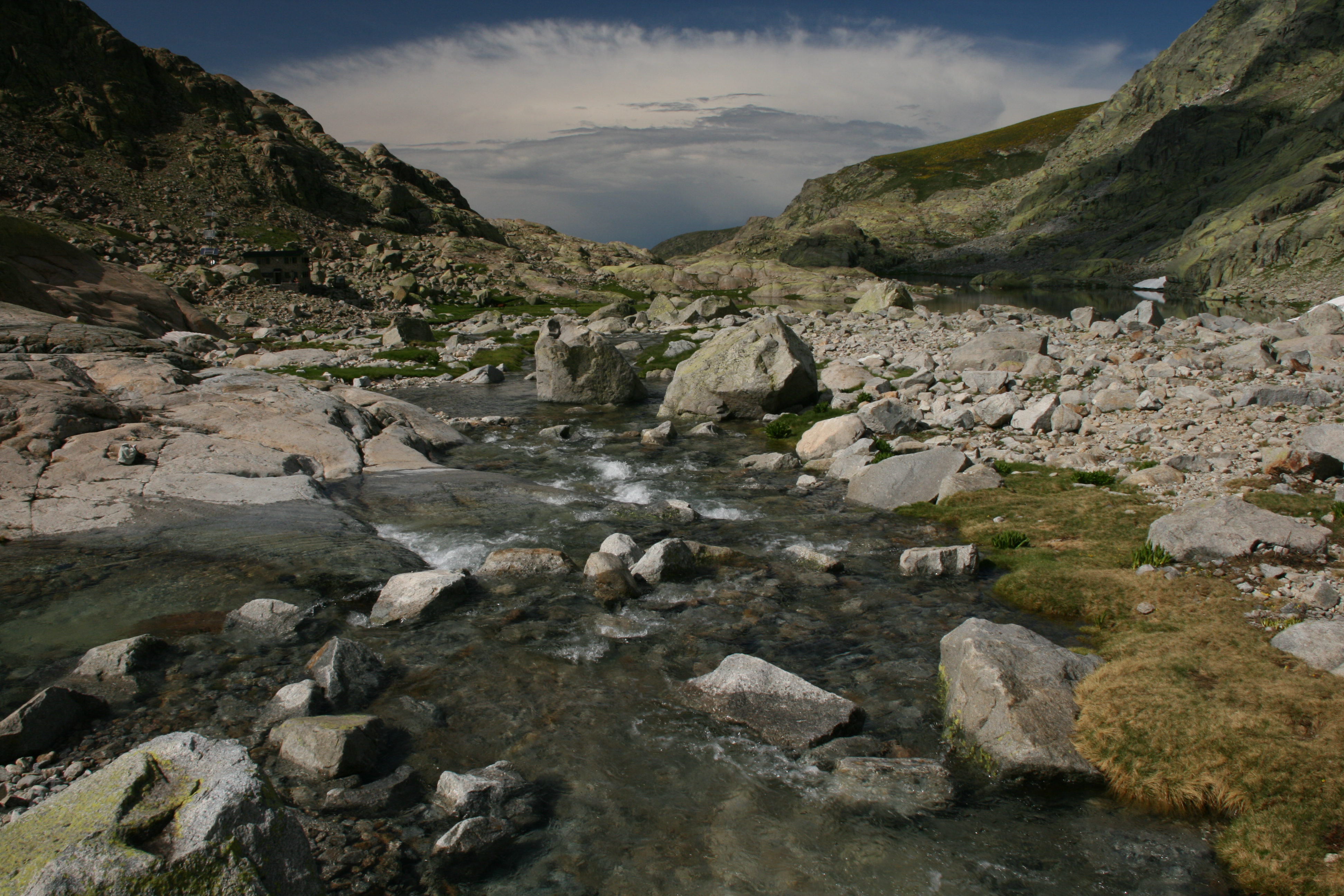
Arroyo junto a la laguna Grande

En zonas húmedas podemos encontrar la hierba centella, la estelaria, el cerastio de las fuentes, la hierba de manantial, la violeta de pantano, la lisimaquia, la saxífraga estrellada, los cuernecillos de flores pedunculadas, los rizos de dama, la no me olvides el cardo muelle con dientes y la cañuela de arroyo.
Megaforbios
En las fisuras amplias de las grietas, donde la sombra domina la mayor parte de la jornada y la humedad ambiental es elevada, aparecen unas comunidades integradas por especies frondosas, con hojas generalmente anchas ya que no han de protegerse contra la sequedad del ambiente. En Gredos estas comunidades albergan plantas que en latitudes más septentrionales tienen preferencia por los bosques húmedos. Se trata por tanto de plantas nobles y raras cuya protección se hace imprescindible. Algunas de estas plantas son el botón de Francia, el acónito, la yerba de San Cristóbal el laurel de San Antonio, la angélica mayor, la genciana amarilla, la calabacera, la uva de raposa, el estreptopo y el vedegambre o ballestero.

### Plantas endémicas de Gredos
| - Androsace vitaliana subsp. aurelii - Antirrhinum grosii - Armeria bigerrensis subsp. bigerrensis - Centaurea avilae - Linaria vettonica | - Dianthus gredensis - Pseudomisopates rivas-martinezii - Reseda gredensis - Santolina oblongifolia - Saxifraga pentadactylis subsp. almanzorii | - Scrophularia bourgeana - Scrophularia reuteri - Sedum campanulatum - Sideritis borgiae subsp. relegata. |

## Fauna

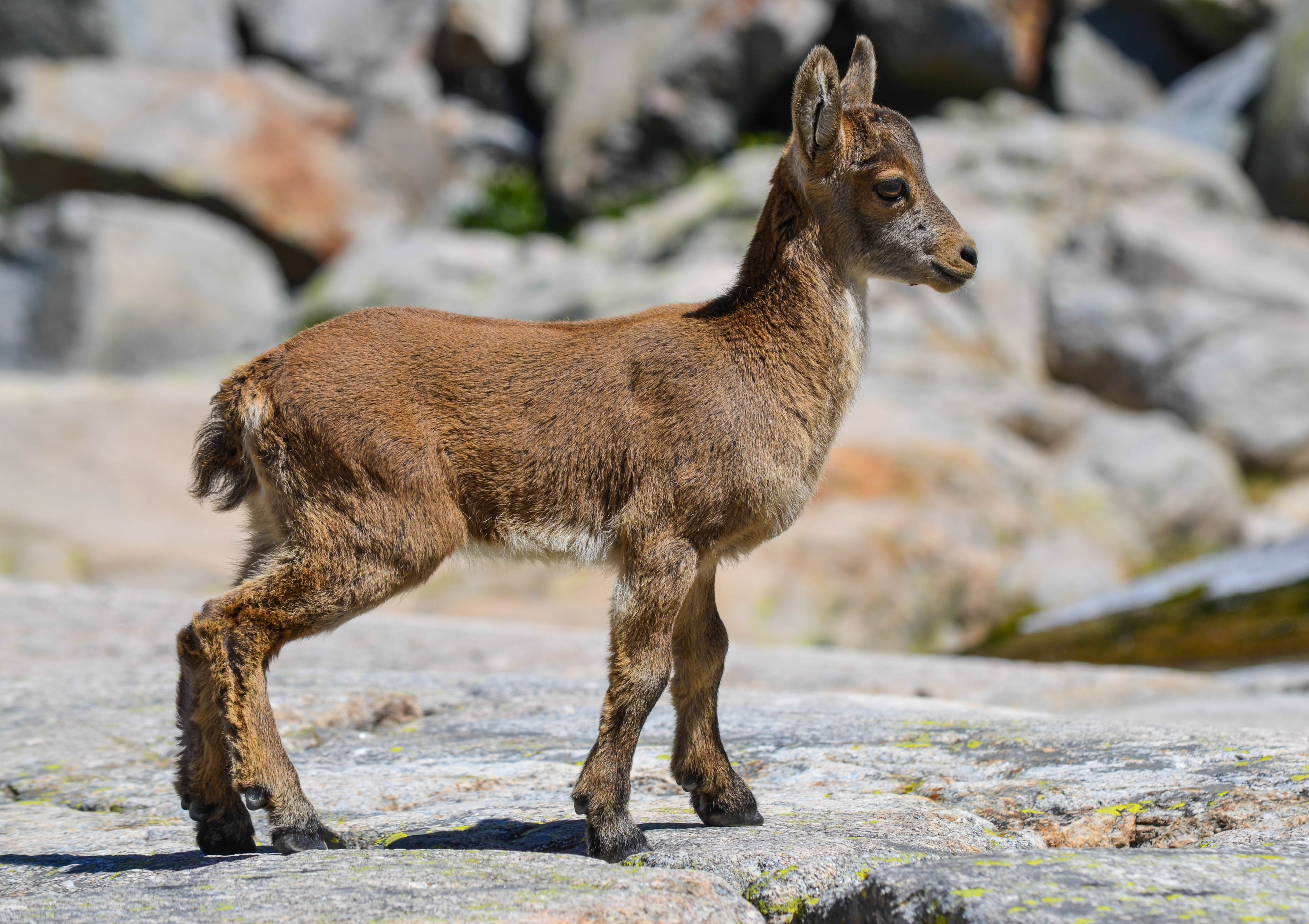
Cabrito en la laguna Grande

Alfonso XIII de España creó en 1905 el Refugio Real de Caza de la sierra de Gredos para limitar la caza de la cabra montés en la zona y salvar así a la entonces reducida población local. Las principales especies animales son la cabra montés (Capra pyrenaica), el corzo (Capreolus capreolus), el lobo ibérico (Canis lupus signatus), la perdiz roja (Alectoris rufa), el águila real (Aquila chrysaetos), águila imperial (Aquila adalberti), halcón abejero (Pernis apivorus), buitre negro (Aegypius monachus) y buitre leonado (Gyps fulvus).

### Endemismos
- Sapo de Gredos (Bufo bufo gredosicola)
- Salamandra del Almanzor (Salamandra salamandra almanzoris)
- Topillo nival abulense (Microtus nivalis abulensis)
- Cabra montés de Gredos (Capra pyrenaica victoriae)
- Lagartija carpetana (Iberolacerta cyreni)

## Geomorfología

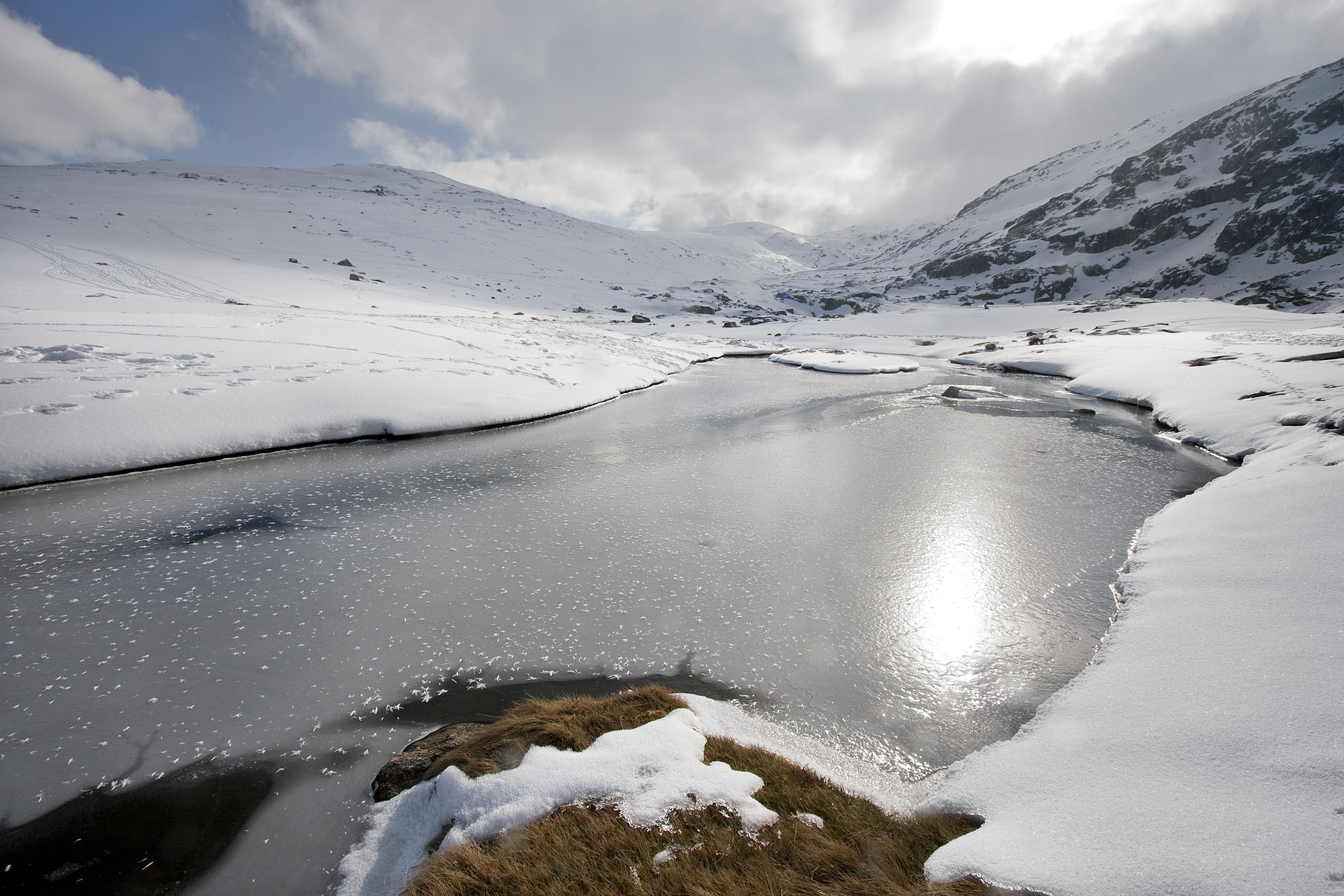
Prado de las Pozas

La sistematización más completa de la morfología glaciar en la vertiente norte es la realizada por Eduardo Martínez de Pisón J. y Muñoz Jiménez. Para estos autores, hacia el Tormes existieron durante el Cuaternario, 16 glaciares, acogidos a las principales fracturas que compartimentan el macizo y orientados, predominantemente, hacia el norte, si bien en algún caso importante los rumbos son al W.NW. Los circos quedan situados en torno a los 1800 m y las lenguas, con recorridos que oscilan de uno a casi 6 km —en el aparato mayor (glaciar de Bohoyo)—, dejan sus depósitos frontales más bajos a cotas entre 1400 y 1500 m. En las laderas septentrionales de la sierra del Barco —espolón occidental de la de Gredos—, las características del glaciarismo son similares a las anteriores, con recorridos de lenguas más cortos (2 a 3 km) y depósitos frontales entre 1500 y 1300 m, según cartografía de Pedraza y López.
En las elevadas cabeceras de las gargantas se puede observar la morfología glaciar, crionival y torrencial más desarrollada de todo el centro de la Península, existiendo áreas, como la que circunda al pico Almanzor (englobando los tramos superiores de las gargantas de Gredos, el Pinar y Bohoyo, vertientes al norte y de Alardos, Lóbrega y Blanca, vertientes al sur) o la que forma el núcleo central de la sierra del Barco, que presenta un relieve de verdadero aspecto alpino, único en el Sistema Central.

## Clima

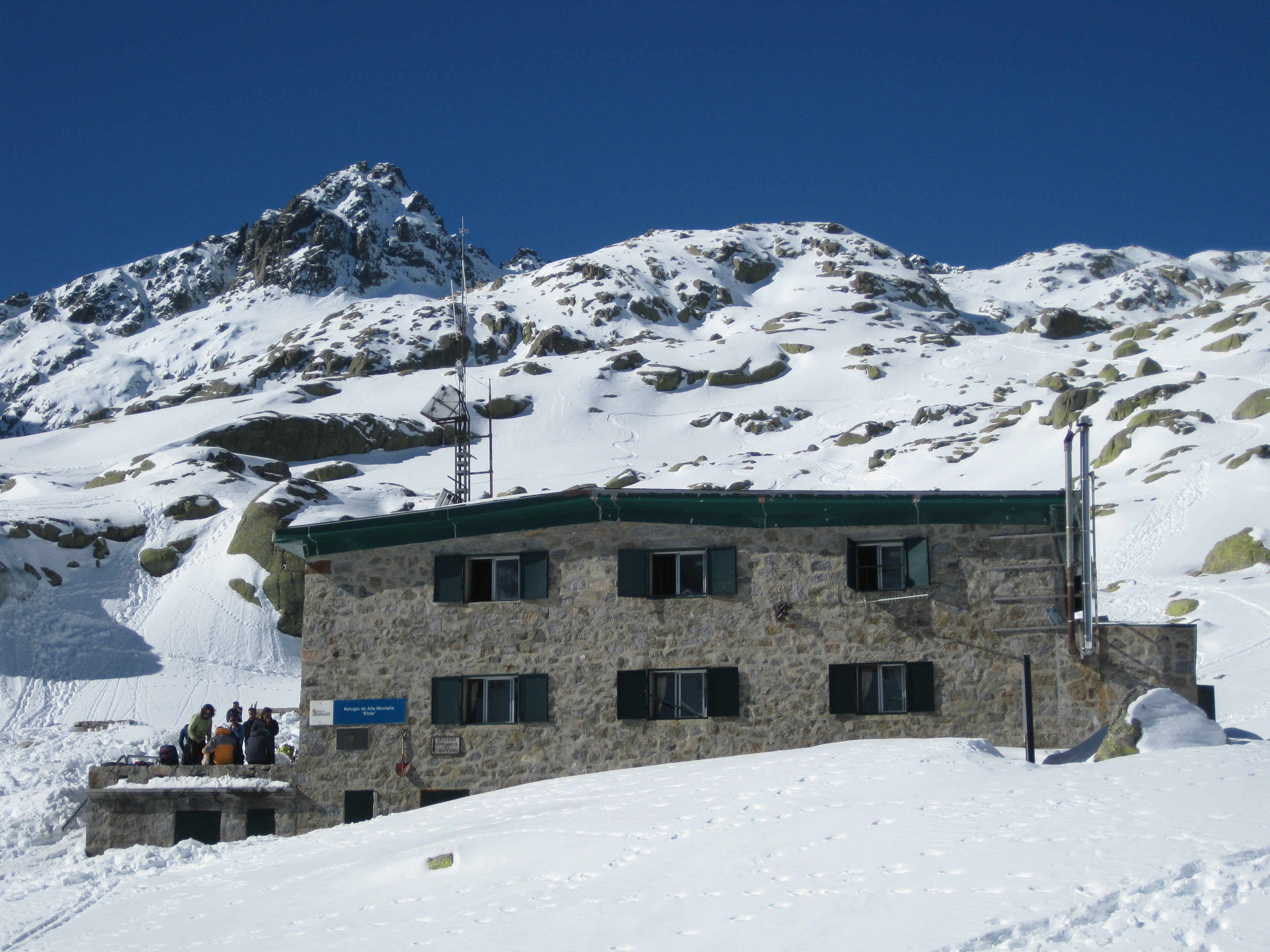
Refugio Elola en el circo de Gredos en febrero

Las cimas de la sierra de Gredos están catalogadas en el panorama nacional como zona de alta montaña. Es por ello por lo que es necesario extremar las precauciones si se piensa ascender tanto en invierno como en verano. La temperatura a partir de los 2000 m puede oscilar en invierno entre los 0 °C y -5 °C de media, siendo la nieve, sobre todo a partir del mes de diciembre y hasta abril, una constante segura si se pretende acceder a Laguna Grande o Cinco Lagunas.